# Chiril al III-lea al Constantinopolului
Chiril al III-lea (în greacă Κύριλλος Γ΄, transliterat: Kirillos 3), supranumit „Spanos” (Σπανός), a fost un cleric ortodox grec, care a îndeplinit funcția de patriarh ecumenic al Constantinopolului în două scurte perioade de timp din anii 1652 și 1654.

## Biografie
După unii istorici, era originar din Xanthi, în timp ce după alții ar fi venit din Rumelia. A fost inițial mitropolit al Corintului (1628-1637), dar a fost destituit de patriarhul Chiril al II-lea. A preluat necanonic conducerea Mitropoliei de Philippopolis (1637-1639) și apoi pe cea a Mitropoliei de Tărnovo (1650-1652), iar, în acest timp, a încercat să preia prin aceleași mijloace și conducerea Mitropoliei de Chalcedon. A fost certăreț, complotist și intrigant și a provocat necontenit conflicte, atât în mitropoliile pe care le-a condus, cât și la Patriarhia Ecumenică.
A devenit patriarh pentru prima dată în mai 1652, dar a rămas pe tron doar câteva zile, fiind înlocuit de Atanasie Patelarie. În martie 1654 a preluat din nou tronul patriarhal și, de această dată, a rămas doar paisprezece zile în această funcție, fiind înlocuit de Paisie I. În ambele cazuri a ajuns patriarh în mod arbitrar, prin bani și intrigi. Cele două perioade de păstorire ale lui Chiril au fost scurte și în cursul lor nu s-a întrunit nici un sinod și nici nu s-a luat vreo decizie. În ambele cazuri, după destituirea din funcție, a fost depus din treaptă și retrogradat la rangul de simplu monah, apoi exilat în insula Cipru. Succesorul său, Paisie I, a încercat să acopere prejudiciul financiar pe care Chiril îl provocase Patriarhiei printr-o taxă extraordinară de un florin de aur percepută de la fiecare preot.